# アップアップガールズ（仮） 2nd LIVE 六本木決戦（仮）
女性アイドルグループ、アップアップガールズ（仮）は、2012年12月15日に単独ライブ『アップアップガールズ（仮） 2nd LIVE 六本木決戦（仮）』（かっこ アップアップガールズ かっこかり セカンド ライブ ろっぽんぎけっせん かっこかり かっことじ）をラフォーレミュージアム六本木にて開催した。
このライブでアップアップガールズ（仮）はアップアップガールズ（仮） 1st LIVE 代官山決戦（仮）での披露曲数21曲を超える22曲を披露し、以下の3つの情報をサプライズで発表した。
1. 2013年1月30日に初のアルバム『ファーストアルバム（仮）』をリリースすること[7]。
2. TOWER RECORDS Presents アップアップガールズ（仮）対バン行脚（仮）を行うこと[7]。東京ではなく地方でその土地ごとのローカルアイドルと対バンする[8]。
3. 2013年4月13日に横浜BLITZでアップアップガールズ（仮） 3rd LIVE 横浜BLITZ大決戦（仮）を行うこと[7]。

また、このライブのDVDは2013年4月3日に一般発売された。
以下当項目では、このライブを六本木決戦と記す。

## 当日まで
アップアップガールズ（仮）は、2012年9月2日、代官山UNITにて『アップアップガールズ（仮） 1st LIVE 代官山決戦（仮）』を開催したが、その中で12月15日に第2弾の単独ライブ（六本木決戦）をキャパシティ1000人のラフォーレミュージアム六本木で開催することを発表した。
9月17日には『アニカンR ヤンヤン!!』の取材を受け、六本木決戦に対する意気込みを語った。メンバーの新井愛瞳はメジャーデビューすることを発表したいと考え、森咲樹は会場が代官山UNITより大きくなったことで不安を抱えているものの「絶対埋めてみせる」と決意を表明した。
六本木決戦の約3週間前にメンバーにセットリストが発表され、マネージャーからは、六本木決戦の目標・テーマが発表された。テーマは「初心に帰る」であり、1曲ごとの完成度を上げることを目標とした。代官山決戦ではメンバーに余裕がなく、曲の詳細なところがおろそかにされていたのである。
11月29日にリハーサルがスタートし、振付師の竹中夏海からは「曲ごとの違い」を表現することを求められた。12月1日には「意識を変えるだけでこうも動きが変わるかと」と竹中は評価している。

## 12月15日
ここでは主に、14時開演の公演の模様について述べる。
オープニングSEの流れる中、メンバーが登場し、Going my ↑でライブがスタートした。本編の前半は「軽快なポップナンバーを中心に構成」され、後半は「グイグイ押してくるロックナンバー中心の構成」となった。本編のMCでは、佐保明梨が特技の空手による板割りを3枚連続で披露するなどした。
本編終了後、7人はタンクトップの衣装で登場し、アンコールの1曲目で4thシングル「メチャキュン♡サマー ( ´ ▽ ` )ノ」のカップリング曲「サイリウム」を披露した。その後MCとなり、メンバーが六本木決戦の感想を述べてMCが終わりかけたところで、メンバーに「1枚ずつめくってね♥」と書かれたカンペが手渡された。新井愛瞳がそのカンペをめくり「チョッパー☆チョッパー/サバイバルガールズ」がオリコンインディーズチャートで1位となったことが発表され、さらに、タワーレコード新宿店のアイドル担当の店員が登場した。
手紙を持っていた同店員はその手紙を読み上げ、2013年1月30日にアップアップガールズ（仮）の1stアルバム『ファーストアルバム（仮）』が発売されることを発表した。その発表に対し森咲樹は「パパが欲しいって言ってた。（中略）私も欲しかった。」と感想を残した。同店員は一度ステージから去ったが、新たなカンペを持って再度ステージに登場した。新井はその行動に対し「なんでそういうことするんですか！」と述べた後、再びカンペをめくり始めた。そのカンペには「アップアップガールズ（仮）に何か足りない…」と記載されており、メンバーの不安をあおった後、その足りないものを発表するべくタワーレコード代表取締役社長の嶺脇育夫が登場した。
「足りないもの、なんですかね？」とメンバーに問いかける嶺脇に対し「MC力」「集客力」と答えるメンバー。それに対し「今日SOLD OUTじゃないですからね」と嶺脇は答えつつも、「ファンの皆さんがこうやって集まってくれる」「東京でいつもライブやってて、ホームじゃないですか、東京は」と述べ、その状況を「ちょっとぬるま湯かな」とした。足りないものの結論としては「戦い」であり「アウェーに行ってもらいます」と述べた上で、東京ではなく地方でその土地ごとのローカルアイドルと対バンするアップアップガールズ（仮）全国対バンイベント（TOWER RECORDS Presents アップアップガールズ（仮）対バン行脚（仮））が開催されることを発表した。12月15日の時点で発表されたスケジュールは以下の通り。
| 日付          | 地名   | 会場名                       | 対戦相手                             |
| ------------- | ------ | ---------------------------- | ------------------------------------ |
| 2013年2月24日 | 新潟市 | 新潟LOTS                     | 〜新潟決戦 VS Negicco〜              |
| 2013年3月9日  | 仙台市 | 仙台Rensa                    | 〜仙台決戦 VS Dorothy Little Happy〜 |
| 2013年3月16日 | 松山市 | 松山サロンキティ             | 〜松山決戦 VS ひめキュンフルーツ缶〜 |
| 2013年3月24日 | 福岡   | 会場未定                     | 〜福岡決戦 VS LinQ〜                 |
| 2013年4月6日  | 東京都 | ラフォーレミュージアム六本木 | 〜東京決戦 VS 対戦相手シークレット〜 |

嶺脇はさらに、「過去との戦い」と前置きした上で、アップアップガールズ（仮）のメンバーがハロプロエッグとして最後のイベントを行った横浜BLITZにて、2013年4月13日に『アップアップガールズ（仮） 3rd LIVE横浜BLITZ大決戦（仮）』が開催されることを発表した。これはアップアップガールズ（仮）にとって、3回目の単独ライブとなる。佐藤綾乃はその発表に対し「無くなっちゃう前にできる」とコメントした。同会場のキャパシティは1500人と、ラフォーレミュージアム六本木を上回るものであり、嶺脇は「今日埋まってないのに、これより大きい所を来年の4月にはいっぱいにしなきゃいけないんです。」と説明した。
MC終了後、「Dateline」・「End Of The Season」を披露し、公演は終了した。公演時間は約2時間半となった。
18時開演の公演では、急な体調不良により、森が「お願い魅惑のターゲット」の途中から「アッパーカット!」までステージ上にいることができず、また、佐藤は声がおかしくなってしまったが、作曲家のmichitomoは、硬くなっていた1回目の公演（14時開演の公演）より2回目の公演（18時開演の公演）の方がよかったと評価した。

## ライブ後
竹中は「1曲1曲大切にというテーマのところの部分は、おおむねできていたと思います。」と評価した。また、michitomoは他のアイドルグループとの差別化や、メンバーの体力面に課題があるとした。
2013年4月3日には、六本木決戦を映像化したDVDアップアップガールズ（仮） 2nd LIVE 六本木決戦（仮）が一般発売された。同DVDは2枚組となっており、Disc1にはライブの映像、Disc2には六本木決戦までに至るメイキング映像が収録されている。

## セットリスト
六本木決戦のセットリストは以下の通り。初披露曲「リスペクトーキョー」「Beautiful Days!」を含む22曲を披露した。
| 曲順 | 曲名                          | 備考 |
| ---- | ----------------------------- | --- |
|      | overture                      | ファーストアルバム（仮）収録。 |
| 1    | Going my ↑                    | 1stシングル曲。ファーストアルバム（仮）収録曲。                                                                                      |
| MC   |                               | |
| 2    | イチバンガールズ!             | 7thシングル曲。ファーストアルバム（仮）収録曲。                                                                                      |
| 3    | マーブルヒーロー              | 5thシングル曲。ファーストアルバム（仮）収録曲。                                                                                      |
| 4    | バレバレI LOVE YOU            | 2ndシングル曲。ファーストアルバム（仮）収録曲。                                                                                      |
| MC   |                               | |
| 5    | リスペクトーキョー            | 初披露の新曲。後のT-Palette Recordsへの移籍後2枚目のシングル曲。                                                                     |
| 6    | チェリーとミルク              | |
| 7    | カッコつけていいでしょ!       | |
| 8    | You're the best               | |
| 9    | Beautiful Days!               | 6thシングルのカップリング曲。ライブでは初披露の曲。                                                                                  |
| MC   |                               | |
| 10   | 夕立ち!スルー・ザ・レインボー | 3rdシングル曲。ファーストアルバム（仮）収録曲。                                                                                      |
| 11   | なめんな!アシガールズ         | 5thシングル曲。ファーストアルバム（仮）収録曲。 竹中夏海はこの曲で「多くの人がアプガをイメージしてるスイッチ」を入れるよう指示した。 |
| 12   | サバイバルガールズ            | T-Palette Recordsへの移籍後1枚目のシングル曲。                                                                                       |
| 13   | Burn the fire!!               | 後のT-Palette Recordsへの移籍後5枚目のシングル曲。                                                                                   |
| 14   | Rainbow                       | 2ndシングルのカップリング曲。 |
| MC   |                               | |
| 15   | チョッパー☆チョッパー         | T-Palette Recordsへの移籍後1枚目のシングル曲。                                                                                       |
| 16   | UPPER ROCK                    | 7thシングル曲。ファーストアルバム（仮）収録曲。                                                                                      |
| 17   | お願い魅惑のターゲット        | 1stシングルのカップリング曲。 |
| MC   |                               | |
| 18   | アッパーカット!               | 3rdシングル曲。ファーストアルバム（仮）収録曲。                                                                                      |
| MC   |                               | |
| 19   | ストレラ!〜Straight Up!〜     | 後のT-Palette Recordsへの移籍後2枚目のシングル曲。                                                                                   |

| 曲順 | 曲名              | 備考                                                          |
| ---- | ----------------- | ------------------------------------------------------------- |
| 1    | サイリウム        | 4thシングルのカップリング曲。ファーストアルバム（仮）収録曲。 |
| MC   |                   |                                                               |
| 2    | Dateline          | 後のT-Palette Recordsへの移籍後3枚目のシングル曲。            |
| 3    | End Of The Season | 6thシングル曲。ファーストアルバム（仮）収録曲。               |